# Majevac (Doboj)
Majevac (szerbül: Мајевац), település Bosznia-Hercegovinában, a Szerb Köztársaság északi régiójában Doboj községben. 

## Fekvése
A település Bosznia-Hercegovina északi részén, Dobojtól légvonalban 18, közúton 26 km-re északra, a Boszna-folyó bal partján, a Lovnica torkolatánál, 150-250 méteres magasságban található.

## Népessége
| Nemzetiségi csoport | Népesség 1991 | Népesség 2013 |
| ------------------- | ------------- | ------------- |
| Szerb               | 441           | 349           |
| Bosnyák             | 2             | 1             |
| Horvát              | 8             | 6             |
| Jugoszláv           | 4             | 0             |
| Egyéb               | 1             | 3             |
| Összesen            | 456           | 359           |

## Története
A település 1878-ig tartozott az Oszmán Birodalomhoz, ekkor a berlini kongresszus határozata alapján az Osztrák-Magyar Monarchia része lett. 1879-ben az első osztrák-magyar népszámlálás során a Derventi járáshoz tartozó településnek 37 háztartása és 250 ortodox lakosa volt. 1910-ben a Derventi járáshoz tartozó településen 85 háztartást, 427 ortodox és 13 római katolikus lakost találtak. A monarchia szétesésével 1918-ban előbb a Szerb-Horvát-Szlovén Királyság, majd 1929-től a Jugoszláv Királyság része lett. 1921-ben a Derventi járáshoz tartozó községnek 436 lakosa volt, melyből 412 ortodox szerb és 24 római katolikus horvát volt. Az 1929-es törvény értelmében, amikor Bosznia-Hercegovinát négy banovinára, Drinskára, Vrbaskára, Zetskára és Primorskára osztották, a település a Vrbaska banovina része lett, amelynek székhelye Banja Luka volt. 
A második világháborúban Jugoszlávia megszállása után a Független Horvát Állam (NDH) része lett. A második világháború után 1992-ig a település a szocialista Jugoszlávia keretében a Bosznia-Hercegovinai Népköztársaság része volt. A boszniai háborút lezáró daytoni békeszerződés rendelkezése alapján az ország területét felosztották a Bosznia-hercegovinai Föderáció és a boszniai Szerb Köztársaság között. A békeszerződés utáni területmegosztási megállapodás értelmében a település a Boszniai Szerb Köztársasághoz és Doboj községhez került. 

## Nevezetességei
A Legszentebb Istenszülő Szent Lepele tiszteletére szentelt ortodox temploma. Az építkezés 1936-ban kezdődött, és az alapokat ugyanebben az évben szentelte fel Nektarije Krulj, Zvornik-Tuzla püspöke. A második világháború idején a templomot az usztasák felgyújtották. Az újonnan épült templomot 1963-ban Longin Tomić Zvornik-Tuzlan püspöke szentelte fel. A boszniai háború alatt a templomot a horvát hadsereg bombázta, és a harangtorony megrongálódott. Az új tölgyfa ikonosztázt Aleksandar Ninković készítette, az ikonokat a belgrádi Petar Bilić, a templomot pedig a mitrovicai Aleksandar Čereković festette. A Szent Szűz lepel templomát 2020-ban újították fel.